# Петър Серев
Петър Серев е кмет на Ловеч (1895 – 1899).

## Биография
Петър Серев е бесарабски българин. По време на Руско-турската война (1877 – 1878) идва с Руската императорска армия в България. Работи в системата на Министерство на правосъдието на България като съдебен пристав в Плевенския окръжен съд (1879 – 1882) и мирови съдия в Ловешкия съд (1882 – 1883).
Известно време живее в Русия, след което е адвокат в Плевен (1889 – 1895).
Установява се в Ловеч. През 1895 г. е председател на Временната тричленна комисия. Общински съветник и кмет на Ловеч (1895 – 1899).
Член на Окръжния съвет (1897) и председател на градското училищно настоятелство. Подпредседател на Дружеството за подпомагане на бедни болни „Милосърдие“. Адвокат в Ловеч и член на Окръжния съд (1902 – 1919).
Родство: син Димо Сяров-писател.